# KAMAZ–4280F5 VEGA
KAMAZ-4280F5 VEGA — российский полунизкопольный автобус среднего класса, выпускаемый с 2023 года на Камском автомобильном заводе.

## Описание
Автобус KAMAZ VEGA был представлен в сентябре 2023 года на выставке КомТранс. В его салоне 19 мест для сидения. Ожидается, что автобус VEGA будет выпускаться компанией СИМАЗ на базе автомобилей «Компас». Автобус поступил в продажу в июле 2024 года. Конкурентом модели является СИМАЗ-2258.

## Технические характеристики
KAMAZ VEGA оборудован кондиционером, зеркалами заднего вида с автоматической регулировкой и подогревом, антиблокировочной системой и двумя потолочными люками. Автобус приводится в движение дизельным двигателем мощностью 154 л. с., который сочетается в паре с шестиступенчатой механической трансмиссией.

KAMAZ VEGA
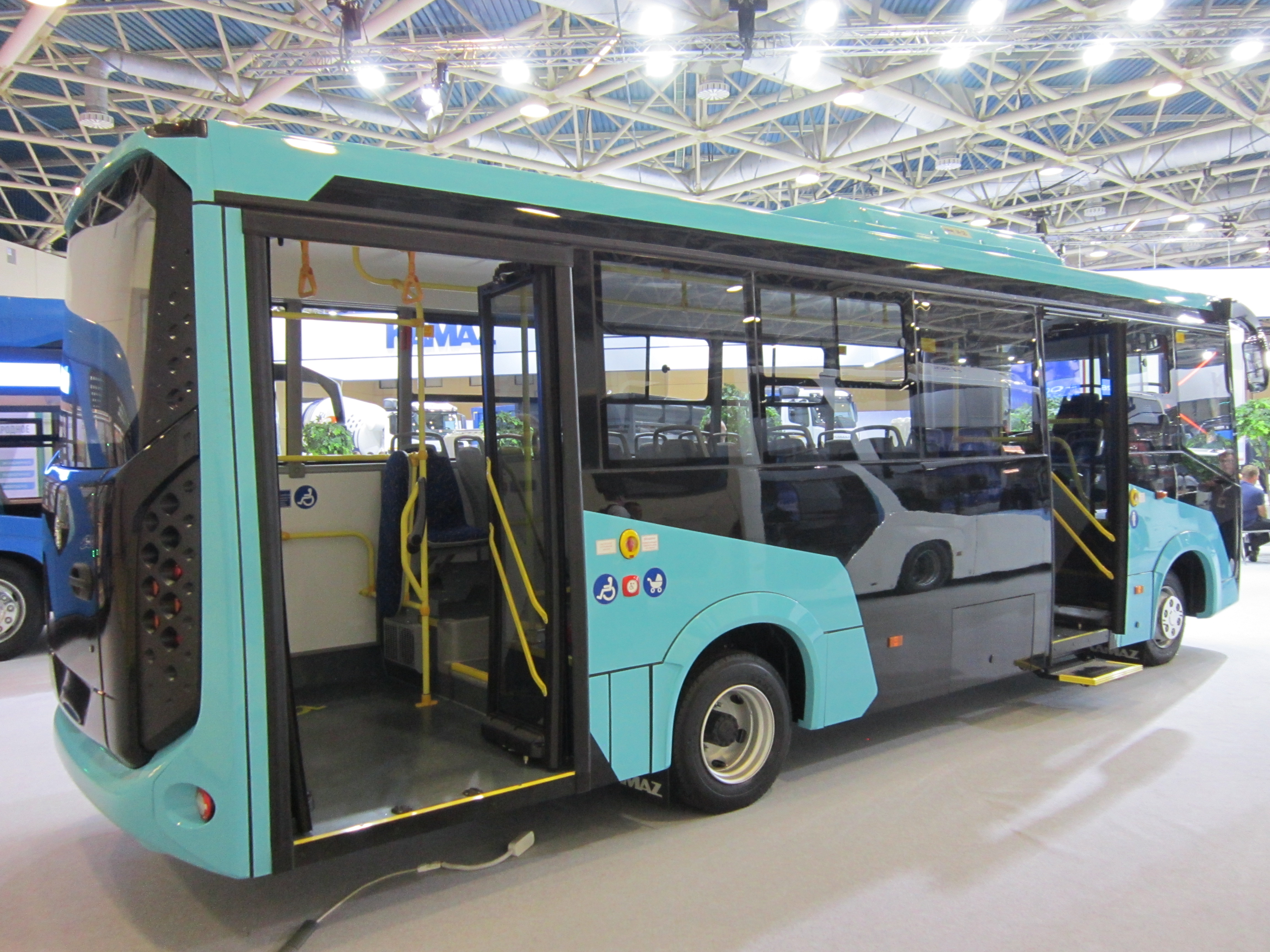
Вид сзади
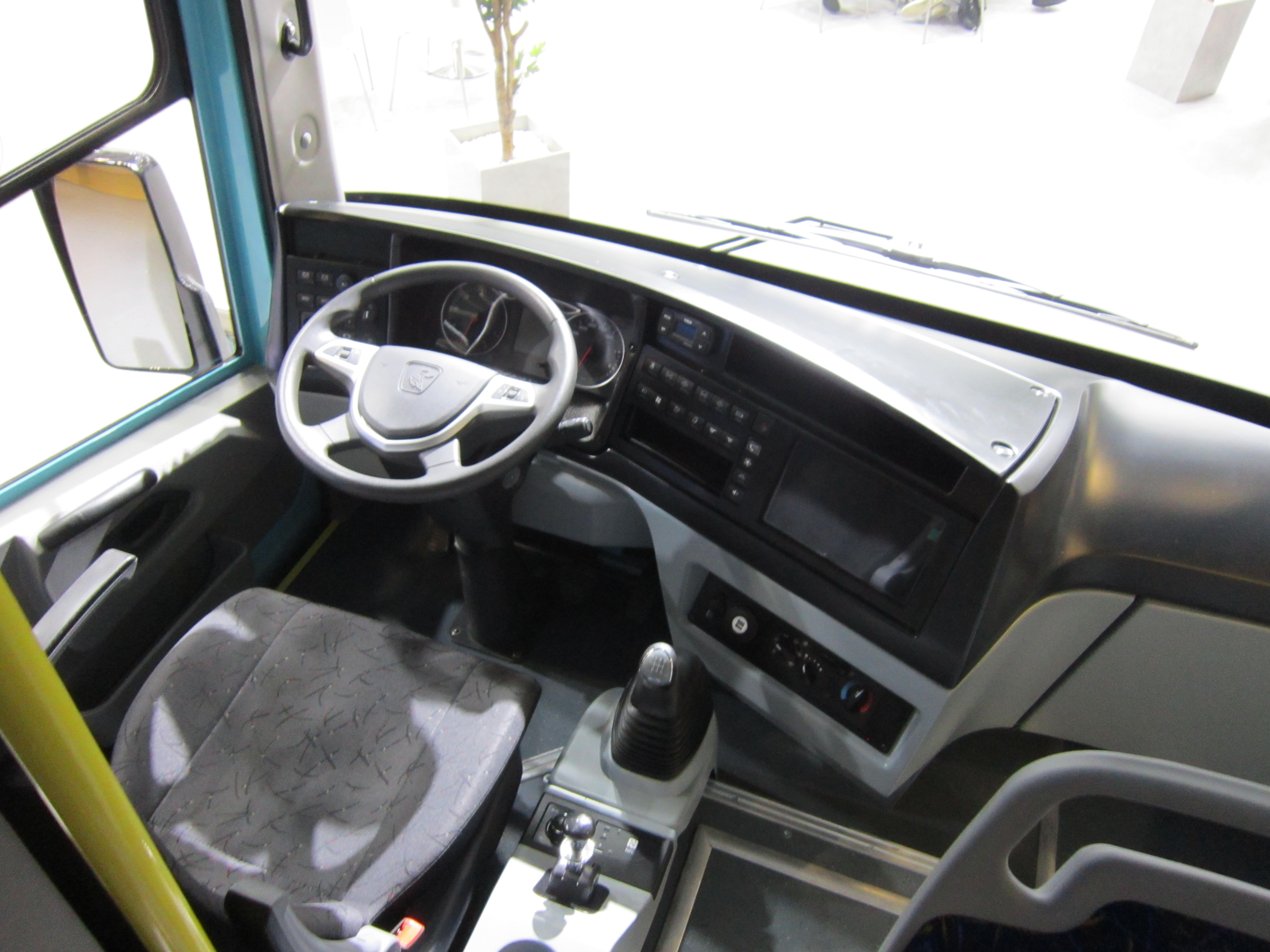
Кабина
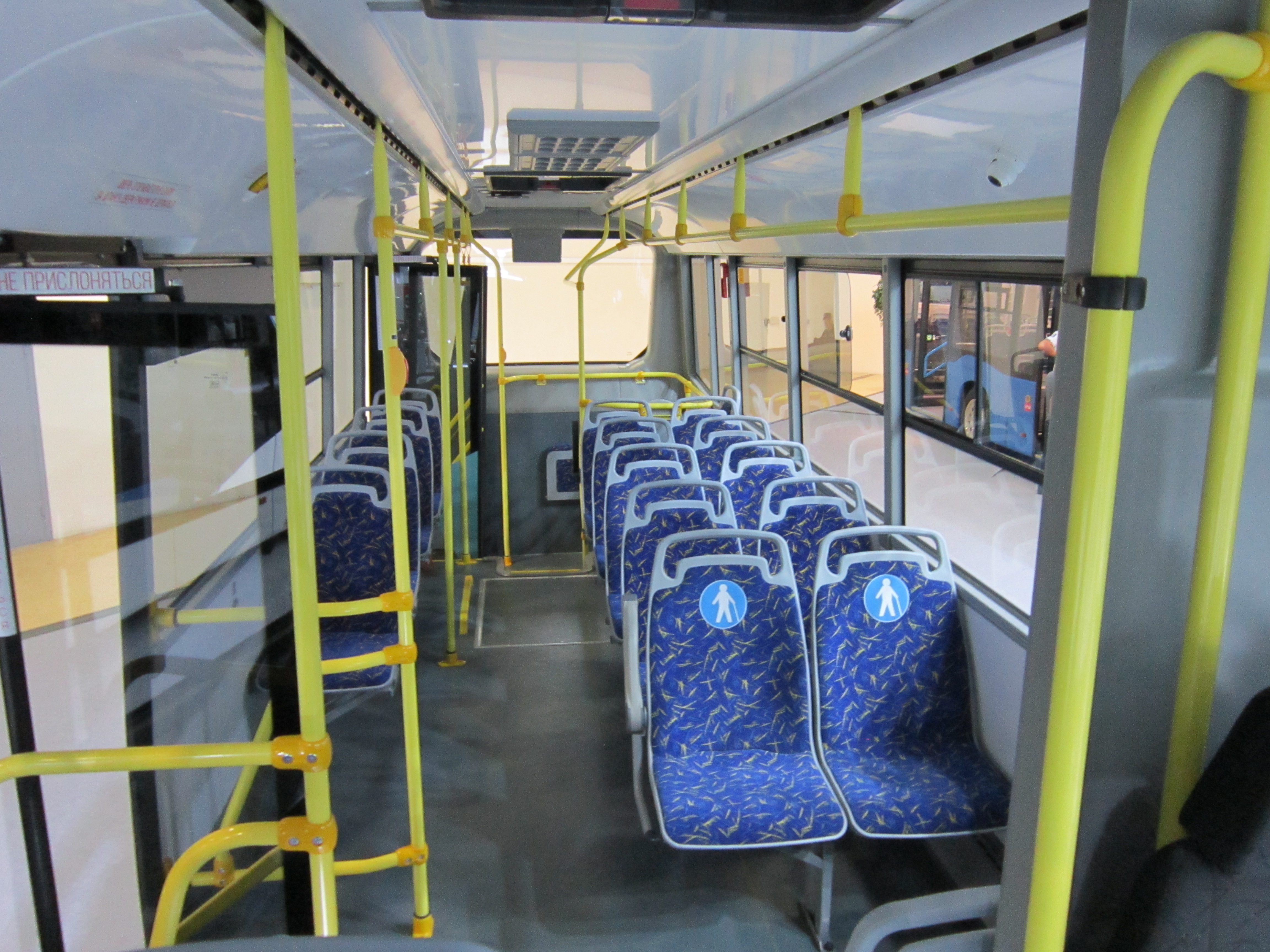
Салон, вид назад
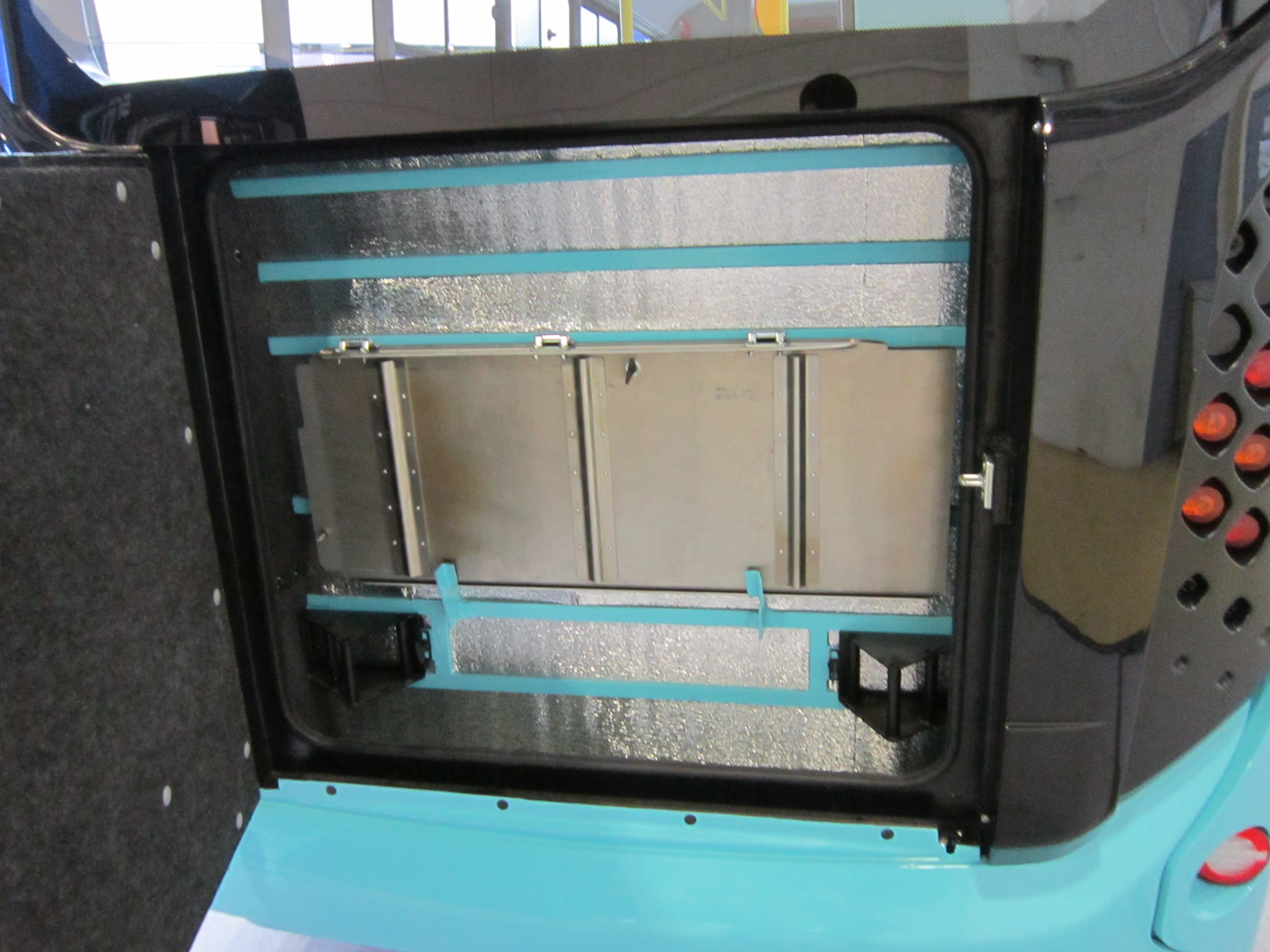
Задний наружный отсек. В нём — тормозные башмаки и аппарель в сложенном виде